# اندیس بندان
بندان یک اندیس فلزی است که در حوالی شهر بندان استان سیستان و بلوچستان قرار دارد و مادهٔ معدنی موجود در آن، منیزیت است.  